# Amor sin fronteras (telenovela)
Amor sin fronteras es una telenovela de coproducción colombo-venezolana realizada por el canal venezolano Venevisión y la programadora colombiana RCN Televisión. Los principales protagonistas son la actriz colombiana Luly Bossa y el actor venezolano Mariano Álvarez. La telenovela fue escrita por José Manuel Peláez y duró 100 episodios, también fue conocida con el título De costa a costa en otros países.

## Sinopsis
Natalia Arenales es la hija independiente de una familia de rancio abolengo y escasa fortuna, se dedica al campo del turismo, por el cual llega a coincidir con Carlos Ruiz (Mariano Álvarez), quien está casado con Victoria Mayo (Luly Bossa), una hermosa mujer heredera de la Corporación Turística Victoria, pero que desarrolla unos celos enfermizos hacia su esposo. Esta situación conduce más tarde a que Carlos comience a enamorarse de Natalia, haciéndole olvidar que él es casado. Esto lleva a una serie de enfrentamientos que posteriormente conducen a la misteriosa desaparición y muerte de su esposa Victoria. Pero ella está viva, y buscará la manera de vengarse de su marido por su traición.
Paralelamente se desarrolla otra historia: Teresa Ríos, empleada de la casa Arenales, y Manuel Alejandro Arenales, hermano de Natalia, quienes mantienen un romance en contra de la voluntad de Magdalena Castillo de Arenales, madre de Natalia y Manuel Alejandro. Ella luego convence a Teresa de abandonar la casa y abortar el niño que espera; haciendo que a la larga Teresa se convierta en una especie de ángel vengador en contra de la familia Arenales, aliándose a Victoria Mayo.
La casa Arenales-Castillo será uno de los escenarios principales, en el sentido de que representa la caída de una visión de la vida para ser sustituida por otra menos elegante, más práctica y real; también lo serán las Empresas Victoria, aparte de la inclusión del ambiente caribeño, paisajes exóticos y realidades culturales.

## Elenco
- Luly Bossa - Victoria Mayo
- Mariano Álvarez - Carlos Ruiz
- Karina Gómez - Natalia Arenales
- Lucy Mendoza
- Rosita Alonso
- Luis Fernando Múnera
- Alberto Alifa
- Lula Bertucci
- Daniel Jiménez
- Rebeca Alemán
- Martha Mijares
- Lourdes Colón